# Evolução do Colégio dos Cardeais sob o pontificado de Paulo IV
Abaixo está a evolução do colégio de cardeais durante o pontificado de Paulo IV e a subsequente vaga vaga .

## Composição para consistório
| Consistóro                   | 1555 | 1559 |
| ---------------------------- | ---- | ---- |
| Julho 1517                   | 2    | 1    |
| Consistórios de Leão X       | 2    | 1    |
| Maio 1527                    | 1    | 1    |
| Janeiro 1529                 | 1    |      |
| Março 1530                   | 1    | 1    |
| Novembro 1533                | 2    | 2    |
| Consistórios de Clemente VII | 5    | 4    |
| Dezembro 1534                | 2    | 2    |
| Maio 1535                    | 1    | 1    |
| Dezembro 1536                | 4    | 2    |
| Dezembro 1538                | 3    | 2    |
| Dezembro 1539                | 3    | 2    |
| Junho 1542                   | 2    | 2    |
| Dezembro 1544                | 9    | 7    |
| Dezembro 1545                | 3    | 3    |
| Julho 1547                   | 2    | 2    |
| Janeiro 1548                 | 1    | 1    |
| Abril 1549                   | 2    | 1    |
| Consistórios de Paulo III    | 32   | 25   |
| Maio 1550                    | 1    | 1    |
| Dezembro 1551                | 12   | 9    |
| Dezembro 1553                | 4    | 2    |
| Consistórios de Júlio III    | 17   | 12   |
| Junho 1555                   |      | 1    |
| Dezembro 1555                |      | 5    |
| Março 1557                   |      | 7    |
| Consistórios de Paulo IV     |      | 13   |
| Total                        | 56   | 55   |

## Evolução durante o pontificado
| Data                    | Evento                                                              | Total |
| ----------------------- | ------------------------------------------------------------------- | ----- |
| 15 de maio de 1555      | Abertura do Conclave de maio de 1555                                | 56    |
| 23 de maio de 1555      | Eleição Papal do Cardeal Gian Pietro Carafa com o nome de Paulo IV  | 55    |
| 7 de junho de 1555      | criação de 1 Cardeais                                               | 56    |
| 7 de junho de 1555      | Carlo Carafa                                                        | 56    |
| 10 de outubro de 1555   | Morte do Cardeal Girolamo Verallo (58 anos)                         | 55    |
| 20 de dezembro de 1555  | criação de 7 Cardeais                                               | 62    |
| 20 de dezembro de 1555  | Juan Martínez Silíceo                                               | 62    |
| 20 de dezembro de 1555  | Gianbernardino Scotti                                               | 62    |
| 20 de dezembro de 1555  | Diomede Carafa                                                      | 62    |
| 20 de dezembro de 1555  | Scipione Rebiba                                                     | 62    |
| 20 de dezembro de 1555  | Jean Suau                                                           | 62    |
| 20 de dezembro de 1555  | Johann Gropper                                                      | 62    |
| 20 de dezembro de 1555  | Gianantonio Capizucchi                                              | 62    |
| 12 de fevereiro de 1556 | Morte do Cardeal Giovanni Poggio (63 anos)                          | 61    |
| 5 de Junho de 1556      | Morte do Cardeal Miguel da Silva (70 anos)                          | 60    |
| 13 de março de 1557     | Morte do Cardeal Louis de Bourbon de Vendôme (57 anos)              | 59    |
| 15 de março de 1557     | criação de 10 Cardeais                                              | 69    |
| 15 de março de 1557     | Taddeo Gaddi                                                        | 69    |
| 15 de março de 1557     | Antonio Trivulzio, Jr                                               | 69    |
| 15 de março de 1557     | Lorenzo Strozzi                                                     | 69    |
| 15 de março de 1557     | Virgilio Rosario                                                    | 69    |
| 15 de março de 1557     | Jean Bertrand                                                       | 69    |
| 15 de março de 1557     | Michele Ghislieri, O.P. (Futuro Papa Pio V)                         | 69    |
| 15 de março de 1557     | Clemente d'Olera                                                    | 69    |
| 15 de março de 1557     | Alfonso Carafa                                                      | 69    |
| 15 de março de 1557     | Vitellozzo Vitelli                                                  | 69    |
| 15 de março de 1557     | Giovanni Battista Consiglieri                                       | 69    |
| 31 de maio de 1557      | Morte do Cardeal Juan Martínez Silíceo (71 anos)                    | 68    |
| 6 de junho de 1557      | Morte do Cardeal Jacques d'Annebaut (57 anos)                       | 67    |
| 14 de junho de 1557     | criação de 1 Cardeais                                               | 68    |
| 14 de junho de 1557     | William Petow, O.F.M.                                               | 68    |
| 10 de agosto de 1557    | Morte do Cardeal Fabio Mignanelli (61 anos)                         | 67    |
| 15 de setembro de 1557  | Morte do Cardeal Juan Álvarez y Alva de Toledo, O.P. (69 anos)      | 66    |
| 8 de março de 1558      | Morte do Cardeal Pietro Bertani, O.P. (56 anos)                     | 65    |
| 25 de março de 1558     | Morte do Cardeal Girolamo Doria (63 anos)                           | 64    |
| abril de 1558           | Morte do Cardeal William Petow, O.F.M. (80 anos)                    | 63    |
| 5 de agosto de 1558     | Morte do Cardeal Pietro Tagliavia d'Aragonia (59 anos)              | 62    |
| 17 de novembro de 1558  | Morte do Cardeal Reginald Pole (58 anos)                            | 61    |
| 24 de dezembro de 1558  | Morte do Cardeal Durante Duranti (51 anos)                          | 60    |
| 18 de janeiro de 1559   | Morte do Cardeal Roberto de 'Nobili (17 anos)                       | 59    |
| 13 de março de 1559     | Morte do Cardeal Johann Gropper (56 anos)                           | 58    |
| 22 de maio de 1559      | Morte do Cardeal Virgilio Rosario (60 anos)                         | 57    |
| 25 de junho de 1559     | Morte do Cardeal Antonio Trivulzio, Jr (44 anos)                    | 56    |
| 18 de agosto de 1559    | Morte do Papa Paulo IV (83 anos)                                    | 56    |
| 25 de agosto de 1559    | Morte do Cardeal Giovanni Battista Consiglieri (68 anos)            | 55    |
| 5 de setembro de 1559   | Abertura do Conclave de 1559                                        | 55    |
| 25 de novembro de 1559  | Morte do Cardeal Antoine Sanguin de Meudon (66 anos)                | 54    |
| 1 de dezembro de 1559   | Morte do Cardeal Girolamo Recanati Capodiferro (57 anos)            | 53    |
| 4 de dezembro de 1559   | Morte do Cardeal Girolamo Dandini (50 anos)                         | 52    |
| 25 de dezembro de 1559  | Eleição papal do Cardeal João Ângelo de Médici com o nome de Pio IV | 51    |